# 3.ª Brigada de la Guardia (Croacia)
La Tercera Brigada de la Guardia (en croata: 3. Gardijska brigada), también conocida por su apodo Kune (literalmente "Martens"), fue una Brigada de tierra del ejército croata (HV) formada el 29 de abril de 1991 en Vinkovci, La Brigada participó en una serie de compromisos durante la  Guerra de Independencia Croata (1991-1995), ooperando principalmente en la región oriental croata de Eslavonia
Inicialmente, a la brigada se la conocía como la Tercera Brigada "A" de la Guardia Nacional Croata. Su lista inicial incluía cuatro batallones, estacionados en Osijek, Vinkovci, Slavonski Brod y Vukovar,
El 4º batallón de la brigada fue la principal unidad de la Guardia Nacional involucrada en la Batalla de Vukovar.
La Tercera Brigada fue disuelta en 2003 cuando se fusionó con la Quinta Brigada, siendo incorporada en la Tercera Brigada de la Guardia Acorazada(3.GOMBR), que fue rediseñada en 2007 como la de hoy Guardia Brigada Acorazada Mecanizada (Gardijska oklopno-mehanizirana brigadao GOMBR). El batallón de tanques del GOMBR sigue usando el apodo de la original Tercera Brigada y su mismo emblema.